# ヤコとポコ
『ヤコとポコ』は、水沢悦子による日本の漫画。
本作は『もっと!』（秋田書店）にて2012年準備号から2014年AUTUMNにて連載され、同誌休刊後は『eleganceイブ』（同社刊）にて2015年2月号から2022年7月号にて連載された。
スピンオフ作品として同社のWEBコミック誌『Championタップ!』に連載されている『おしえて。ポコ先生』がある。

## 内容
本作は漫画家ヤコと、アシスタントを務める猫型ロボット・ポコの暮らしを描く。
本作の舞台は通信革命によってインターネットと携帯電話が廃止された一方、ロボット工学が発展した世界である。ポコもそのようなロボットであり、『ドラえもん』と符合するところもあるが、「てきとうモード」に設定されているため、小学生程度の能力しかない。一方、3巻では「かみさまモード」と呼ばれる違法なロボットの存在が言及されている。

## 評価
伊藤和弘は朝日新聞のウェブサイト「好書好日」の連載コラムの中で、本作から、太い線と低い頭身といったデザインや、ファンシーな遊園地を思わせる生物モチーフの街並みなど、全編に不思議なノスタルジーを感じたという。また、3か月に1回（季刊ペース）という連載ペースの遅さも作品世界に相応しく、ゆるいながらも細部まで丁寧に作られていると評価している。